# Enicospilus concentralis
Enicospilus concentralis är en stekelart som beskrevs av Joseph Augustine Cushman 1937. Enicospilus concentralis ingår i släktet Enicospilus och familjen brokparasitsteklar. Inga underarter finns listade i Catalogue of Life.